# АИСТ (телекомпания)
ООО «Телекомпания „Аист ТВ“» (до 2019 года — Альтернативная Иркутская Студия Телевидения) — иркутская телекомпания, создана в 1990 году. Впервые вышла в эфир 8 августа 1990 года (под названием «Видеоканал»). Юридическое лицо Телекомпания «АИСТ» создано в 1991 году. Собственные передачи начала производить в октябре 1990 года: «Мост» и «Опыты жизни». Первая в Восточной Сибири негосударственная телекомпания. Круглосуточное собственное вещание ведётся в эфире, кабельных сетях, на спутнике. С марта 2017 года является обязательным общедоступным региональным телеканалом в Иркутской области.

## История
Первоначально вещание в 1990 году шло с бытовых VHS-видеокассет, купленных в коммерческом киоске.
- С января-февраля уже вещали в эфир видео фильмы с кассет. Но тогда между фильмами была большая пауза и белым по чёрному экрану была заставка мелким шрифтом «Телекомпания АИСТ». 1990 год — создание телекомпании «Видеоканал», которая занималась производством собственных программ и трансляцией зарубежных фильмов.
- 8 августа 1990 года — «рождение телекомпании» — первый выход в эфир.
- С декабря 1990 года — производство первых альтернативных государственному вещанию телевизионных программ «Мост», «Опыты жизни», первых в Иркутске музыкальных и рекламных видеоклипов.
- 1991 год — первые командировки журналистов в места социальной напряжённости — Вильнюс, Москва (путч).
- 16 декабря 1991 года — первый выпуск новостей «Сей Час», ставшей основой собственного вещания телекомпании.
- 1992 год — «Видеоканал» переименован в «АИСТ» — Альтернативная Иркутская Студия Телевидения (Имелась в виду альтернатива государственному вещанию).
- 1994 год — первый прямой эфир (проходил из храма, во время Пасхи). Первый большой проект компании — организация кинофестиваля, приуроченного к столетию мирового кино.
- 1995 год — в Чечню отправляется журналист телекомпании «АИСТ». Снимается первый документальный фильм «Летящие». Происходит техническое переоснащение телекомпании. Первое графическое оформление.
- 1996 год (апрель) — первый выход в эфир еженедельной православной программы «Ковчег».
- 1998 год — организация творческого форума для авторов — непрофессионалов, в дальнейшем международный фестиваль любительских фильмов «Рыбий Глаз».
- 2000 год (1 июня) — проведение первого 15 часового телемарафона «Помоги ребёнку и ты спасёшь жизнь» (Совместно с Иркутским областным комитетом по телевидению и радиовещанию). На собранные средства приобретены 6 микроавтобусов Газель для детских домов Иркутской области.
- 2004 год — отказ от сетевого партнёрства, переход на собственное 24-х часовое программирование эфира в декабре.
- 2005 год — стартовало первое реалити-шоу в Иркутске «90x60x90».
- 2009 год — создание проекта "Середина земли",который ведёт межрегиональное вещание в Иркутске, Чите, Бурятии, Монголии и Китае.

Планируется, что «АИСТ ТВ» г. Иркутск начнёт вещание в региональных окнах на канале "Общественное Телевидение России"» ( ОТР, 9 кнопка в первом мультиплексе цифрового эфирного телевидения). Время выхода в эфир т/к «АИСТ ТВ»: с 06:00 до 09:00 и с 17:00 до 19:00.
По итогам заседания Федеральной конкурсной комиссии по телерадиовещанию по выбору региональные обязательных общедоступных телеканалов, телеканал «АИСТ ТВ» получил право вещать на «21 кнопке» в кабельных сетях Иркутска.
- Мобильное интернет-телевидение: телекомпании «АИСТ ТВ» на ТВ-канале в приложении «Билайн ТВ». С июня 2020 года.
- Мобильное интернет-телевидение: телекомпании «АИСТ ТВ» на Трансляции ТВ-онлайн в приложении «Телеграм». С июня 2022 года.

## Руководители
- Юлия Кожевникова — главный редактор общественно-политического вещания
- Ирина Белогривая — главный редактор информационного вещания
- Амгалан Базархандаев — с 2000 года по 2018 год генеральный директор компании[2].

## Программы
- «Новости Сей Час». Информационная программа. 6:00, 7:00, 8:00, 15:00, 17:00, 20:00, 22:00.
- «Сей Час. Главное».
- «Прогноз погоды».
- «Время вопросов».
- «Фактор здравого смысла». Общественно-политическая программа.
- «Гордума38».
- «Линия горизонта».
- «Ковчег». Православно-просветительная программа
- «Энергия спорта». Спортивная программа.
- «Эксклюзивное интервью»

## Журналисты
- Алёна Мироманова
- Екатерина Сыроватская
- Ирина Белогривая
- Мадина Халикова
- Мария Евстратова
- Александр Гаврилов

## Награды
- Журналисты телекомпании «АИСТ ТВ» и их программы неоднократно становились номинантами и лауреатами различных телевизионных конкурсов, в том числе — «ТЭФИ» и «ТЭФИ-регион»[3][4][5].